# Enrico Ruggeri
Enrico Ruggeri, (n. 5 iunie 1957, Milano, Italia) este un cantautor italian.